# Batalha de Las Babias
A Batalha de Las Babias ocorreu no ano 795, quando o emir de Córdova Hixame I quis vingar suas fracassadas incursões militares contra o Reino das Astúrias em 794, que tinham resultado na devastação do exército do Emir, com destaque para a Batalha de Lutos.

## Antecedentes
O emir de Córdova, Hixame I, buscou vingança pela derrota de seu exército em 794 na Batalha de Lutos, na qual o general das forças de Córdova, Abde Almaleque ibne Abde Aluaide ibne Muguite, foi morto em combate. Para ter sua vingança, ele enviou seu irmão, Abde Alcarim ibne Abde Aluaide ibne Muguite, à frente de um exército de 10 mil homens armados contra o Reino das Astúrias.
O Emir também organizou outro exército que marchou contra o Reino da Galiza para prevenir qualquer ajuda das forças cristãs contra o exército de seu irmão nas Astúrias. Esta segunda coluna entrou na Galiza e a devastou. Após, entrou em um confronto separado com as forças galegas e asturianas e foi derrotada. Nisto, os muçulmanos sofreram pesadas perdas, mas eventualmente conseguiram escapar.
O rei Afonso II das Astúrias, que havia reforçado seu exército com machus locais (bascos), acampou perto de Astorga. A área havia sido uma base de operações para ataques muçulmanos contra as Astúrias por meio da Puerto de Mesa, uma passagem montanhosa. De lá, o rei asturiano enviou os habitantes locais para as montanhas ao redor e esperou que as forças de Córdova o enfrentassem. A localização era favorável, pois sua retirada era garantida pela Puerto de Ventana.

## Batalha
Abde Alcarim enviou sua vanguarda de quatro mil homens contra a força principal de Afonso II sob o comando de Faraque ibne Quinana, o comandante da Divisão Sidônia. O próprio Abde Alcarim avançou pouco tempo depois com a retaguarda e suas forças combinadas conseguiram derrotar com sucesso os asturianos. Conforme planejado, os asturianos recuaram para Puerto de Ventana enquanto lutavam contra a perseguição da cavalaria de Córdova.

## Consequências
Abde Alcarim e Faraque ibne Quinana derrotaram as forças do Reino das Astúrias na Batalha do Quirós, novamente na Batalha do Nalón, e culminando na captura de Oviedo. Com o início do inverno, as forças de Córdova recuaram para suas terras sem desferir um golpe final no Reino das Astúrias.
A morte de Hixame I de Córdova e as subsequentes disputas entre seus herdeiros garantiram que o Reino das Astúrias pudesse se recuperar da série de derrotas ao longo dos anos. Isso permitiu que Afonso II das Astúrias cimentasse uma aliança com Carlos Magno, rei dos francos.